# Helmut Bauer (Chemiker)
Helmut Bauer (* 12. März 1925 in Friedrichshafen; † 7. November 2016) war ein deutscher Chemiker und Chemiedidaktiker.
Helmut Bauer studierte Chemie an der TH Karlsruhe und wurde bei Rudolf Scholder zum Dr. rer. nat. promoviert. 1964 habilitierte er sich. Bauer hatte eine Professur für Anorganische Chemie und ihre Didaktik und Methodik des Chemieunterrichts an der Pädagogischen Hochschule Kiel inne und war Direktor des Institutes für Chemie und ihre Didaktik der PH Kiel. Er war zudem vom 1. April 1981 bis zum 31. März 1984 Vizepräsident der PH Kiel. Nach der 1994 erfolgten Eingliederung der PH Kiel lehrte er als Emeritus an der Christian-Albrechts-Universität zu Kiel.

## Schriften
- Helmut Bauer: Zur Geschichte des Chemieunterrichts an allgemeinbildenden Schulen im deutschen Sprachraum in Mitteilungen, Gesellschaft Deutscher Chemiker / Fachgruppe Geschichte der Chemie (Frankfurt/Main), Bd. 4 (1990)